# Кревкёр, Мишель-Гийом Жан де
Мишель Гийом Сен-Жан Кревкёр, Гектор Сент-Джон Кревекёр (фр. Michel Guillaume Jean de Crèvecoeur; 31 января 1735, Кан — 12 ноября 1813[…], Сарсель) — франко-американский писатель. Натурализован в Нью-Йорке под именем Джон Гектор Сент-Джон.

## Биография
Кревкер родился 31 декабря 1735 года в Кане, Нормандия, Франция, в семье мелкопоместных дворян, графа и графини Кревкер.
В 1755 году эмигрировал в Новую Францию (Квебек). Участвовал в войнах англичан с французами и индейцами в качестве картографа французского колониального ополчения, дослужившись до звания лейтенанта. После поражения англичан от французской армии в 1759 году переехал в провинцию Нью-Йорк, где получил гражданство, принял англо-американское имя Джон Гектор Сент-Джон, и в 1770 году женился на дочери нью-йоркского купца Меитейбл Типпет. Кревкер приобрел крупную ферму «Пайн-Хилл» (англ. Pine Hill) в округе Ориндж, штат Нью-Йорк, где развернул процветающее фермерское хозяйство. Он много путешествовал, работая геодезистом.
Кревкер начал писать о жизни в американских колониях и первых шагах независимого американского общества.
В 1779 году, во время Американской революции, Кревкер попытался покинуть страну и вернуться во Францию из-за пошатнувшегося здоровья отца. В сопровождении своего сына Кревкер пересек линию соприкосновения британцев и американцев и оказался в Нью-Йорке. Там его заподозрили в шпионаже в пользу американцев и без всякого суда посадили на три месяца в тюрьму. В конце концов он смог отплыть в Великобританию, однако его судно потерпело крушение у берегов Ирландии. Наконец он прибыл во Францию, где ненадолго воссоединился со своим отцом. Прожив некоторое время в родовом имении, он также посетил Париж.

### Литературная деятельность
В 1782 году, находясь в Лондоне, Кревкер опубликовал сборник сочинений под названием «Письма американского фермера» (англ. Letters from an American Farmer). Книга вскоре стала первым бестселлером американца в Европе и сделала Кревкёра знаменитостью. Он стал первым автором, который описал жизнь в Северной Америке европейским читателям, широко используя слова американского варианта английского языка. Кревкер описал жизнь в американском пограничье (Фронтире) и исследовал концепцию американской мечты, охарактеризовал американское общество как основанное на принципах равных возможностей и самоопределения. Его работа дала немало полезной информации для понимания Нового Света. Она помогла европейцам понять американскую идентичность, описав целую страну, а не просто отдаленную колонию. В «Письмах» прославлялись изобретательность американцев и их нехитрый быт. В них описывается принятие религиозного разнообразия в обществе, которое создано на основе разных этнических и культурных традиций. Автор применяет латинскую максиму «Где хорошо, там и родина» к жизни американских поселенцев. В одном из «Писем» он восхвалил Срединные колонии за «достойные города, солидные деревни, обширные поля … приличные дома, хорошие дороги, сады, луга и мосты, где сто лет назад все было диким, заросло лесами и не культивировалось».

### Дипломат
Успех книги Кревкера во Франции привел к тому, что к нему стали прислушиваться влиятельные люди, и он был назначен французским консулом в Нью-Йорке, включая некоторые районы Нью-Джерси и Коннектикута. Кревкер вернулся в Нью-Йорк в качестве новоназначенного консула в ноябре 1783 года. Взволнованный воссоединением со своей семьей, он узнал, что его ферма была разрушена во время рейда индейцев, его жена умерла, а двое его младших детей пропали без вести. Он остановился в доме своего друга Уильяма Сетона, который, как последний королевский государственный нотариус по городу и провинции Нью-Йорк, помог обеспечить его освобождение в 1780 году из британской тюрьмы. Теперь Сетон помог Кревкеру найти его детей, которые были в безопасности и жили с семьей в Бостоне. Следующей весной Кревкер смог воссоединиться со своими детьми. Большую часть 1780-х годов Кревекер жил в Нью-Йорке. В эти годы Кревкер много сделал для укрепления связей между Францией и Америкой.

#### Католическая община Нью-Йорка. Церковь Святого Петра.
В то время Нью-Йорк был столицей государства, и большинство его жителей-католиков были связаны с дипломатическим корпусом. Первоначально они встречались на службах в резиденции испанского консула. Со временем к ним стали присоединяться моряки, торговцы, эмигранты из испанской Вест-Индии и выходцы из колонии Акадия. Позднее католики арендовали помещение в саду Воксхолл, расположенном вдоль реки Норт-Ривер на Гринвич-стрит. В 1785 году португальский и испанский консулы попросили Кревкера помочь с переговорами об аренде здания.
Хотя Кревкер довольно индифферентно относился к религии, он сочувствувствовал идее свободы совести и был другом Лафайета . Когда предложение об аренде было отклонено, Кревкер был оскорблен этим отказом и начал очень активно заниматься созданием первой католической церкви в городе. Позже он занимал пост президента первого попечительского совета церкви Св. Петра на Барклай-стрит.

### Последние годы
В 1784 году Кревкер опубликовал двухтомную версию «Писем американского фермера», расширенную и полностью переписанную на французском языке. Трехтомная версия вышла в 1787 году. Его английские и французские книги были переведены на несколько европейских языков и широко распространялись по всей Европе. В течение многих лет Кревкер ассоциировался европейскими читателями со своим вымышленным рассказчиком Джеймсом, «американским фермером», и пользовался большим уважением среди читателей и писательского сообщества по всей Европе.
К тому времени, когда он опубликовал еще одну трехтомную работу в 1801 году, озаглавленную «Путешествие в северную часть штата Нью-Йорк» (фр. Voyage dans la Haute-Pensylvanie et dans l'état de New-York), Кревкер был уже мало кому известен, а французы меньше интересовались Соединенными Штатами. Его книга была проигнорирована. Сокращенный немецкий перевод появился в 1802 году. Английский перевод был опубликован только в 1964 году. Значительная часть лучших работ Кревкера была впервые опубликована в XX веке.
Будучи особо обеспокоен проблемой рабства, Кревкер вступил в Общество друзей чернокожих (фр. Société des Amis des Noirs), основанное в Париже. При всей своей любви к вольности Кревкёр был противником Американской революции.
В 1789 году Кревкер стал свидетелем политических волнений, переросших во Французскую революцию. Будучи представителем дворянства, он скрывался и искал способы тайно вернуться в Соединенные Штаты. Необходимые документы были наконец доставлены ему новым американским послом во Франции Джеймсом Монро.
В конце жизни Кревекер вернулся во Францию и поселился на земле, унаследованной от отца и где-то в это время завёл дружбу с писательницей Софи д'Удето.
12 ноября 1813 года он умер в Сарселе (департамент Валь д’Уаз).
По утверждению Итана Аллена, город Сент-Джонсбери (англ. St. Johnsbury) в штате Вермонт назван в его честь.

## Основные труды
- Letters from an American Farmer: Describing Certain Provincial Situations, Manners, and Customs, Not Generally Known; and Conveying Some Idea of the Late and Present Interior Circumstances of the British Colonies of North America, 1782. ;)
- Letters From an American, written to A.W.S. Ecuyer since the year 1770 up 'til 1781.
- Memoire sur le Commerce Entre la France et les États-Unis D’Amerique, 1784 (manuscript rests in the U.S. Embassy, Paris)
- Sketches of the Eighteenth Century America: More «Letters From an American Farmer, 1923.»
- Eighteenth-century travels in Pennsylvania & New York, 1801.

## Основное содержание«Писем американского фермера»
- Письмо I : Введение. Это письмо знакомит с вымышленной персоной американского фермера Джеймса и его эпистолярным диалогом со священником.
- Письмо II : В этом письме описываются животные, растения и виды деятельности на ферме Джеймса и вокруг нее. Основное внимание уделяется «пчелам, осам, шершням и птицам» и иллюстрирует изобилие животного мира и зависимость от качества почвы.
- Письмо III : «Кто такой американец?» Это письмо сравнивает людей с растениями и приводит читателя к мысли о том, имеет ли земля какое-либо отношение к процветанию человека, живущего на ней.
- Письма IV—VIII . Эти письма подробно иллюстрируют утопическое общество, которое создали американцы — выходцы из Европы, а также описывают земли, где они живут, условия жизни, обычаи китобойных поселков Нантакета и Мартас-Винъярд.[11]
- Письмо IX : В этом письме рассказывается о Чарлстоне, Южная Каролина. Автор быстро переходит к описанию рабства на юге. В письме говорится о деструктивном влиянии рабовладения и содержится обращение к Северу, в частности, о том, что рабство является злом новой нации.
- Письмо X : В этом письме много говорится о широком разнообразии змей и даже о практике их поедания индейцами. В нем также упоминаются привычки и история индейцев, говорится об опасности, исходящей от некоторых из них. В конце письма излагаются наблюдения о колибри, обитающих на землях Джеймса.
- Письмо XI . Это письмо предположительно написано русским, но почти не отличается от писем самого Джеймса. В нем рассказывается о посещении известного пенсильванского ботаника мистера Джона Бертрама, о новых методах удобрения и орошения, которые Бертрам изобрел и внедрил. Автор, фигурирующий под именем «мистер Иван Алексеевич, русский дворянин», пишет: «Нынешних жителей Америки я считаю провозвестниками будущих народов, которые вскоре заселят этот безграничный континент. Русские в чем-то похожи на вас. Мы тоже новый народ, новый в отношении знаний, искусства и разного рода усовершенствований. Кто может сказать, какими революциями чреваты Россия и Америка. Очевидно, мы связаны между собой более тесными узами, чем нам иной раз представляется … Сколь изобильны, счастливы и могучи мы были бы, если бы во всей Российской Империи земли обрабатывались так же, как в Пенсильвании»[12]. Кревкер считал, что в России не может быть процветания без избавления от «жестокосердого правительства» и «необходимого освобождения крестьян»[12].

- Письмо XII : «Бедствия человека на Фронтире» — это письмо описывает Войну за независимость с точки зрения рассказчика, оказавшегося в обствоятельствах вне его собственного контроля. Это письмо является единственным, в котором есть какие-то следы антибританских идей и точек зрения. В письме также излагаются суждения Джеймса об американских индейцах, живущих рядом с ним, а также описан план его бегства с семьей к индейцам с намерением жить среди них, пока не прекратятся боевые действия.